# 15556 Hanafy
15556 Hanafy è un asteroide della fascia principale. Scoperto nel 2000, presenta un'orbita caratterizzata da un semiasse maggiore pari a 2,370533 UA e da un'eccentricità di 0,127061, inclinata di 6,085241° rispetto all'eclittica. Ha un diametro di 3,368 km.